# Жан Пруво
Жан Пруво (фр. Jean Prouvost) — нар. 24 квітня 1885, Рубе — пом. 18 жовтня 1978 року у містечку Івой-ле-Маррон), французький бізнесмен, медіабарон, власник газетної імперії та французький політик. До його видань належали Paris-Soir, Paris Match, Télé 7 Jours.

## Біографія
Жан Пруво народився на півночі Франції у родині промисловців. Його батьками були Д'Альберт Фелікс Пруво (фр. d'Albert-Félix Prouvost), президент Господарського суду міста Рубе, і Марта Девемі (фр. Marthe Devémy). Родина Пруво володіла текстильною фабрикою Peignage Amédée Prouvost і через те, що Пруво не був найстаршим сином у родині, він залишився без спадку. Саме це наштовхнуло його на ідею відкриття власної фабрики. У 1911 році Пруво запозичує один мільйон франків і створює La Lainière de Roubaix, текстильну компанію, яка швидко стає лідером на ринку текстильної промисловості.

## Газетна імперія

### Період Другої світової війни
Після Першої світової війни, Жан Пруво зосередив свої інтереси на газетному бізнесі. У 1924 році він купує Paris-Midi, щоденну паризьку газету, яка на той час мала тираж у розмірі 40 тисяч примірників. Через шість років, завдяки сміливій комерційній і видавничій політиці, Пруво збільшує тираж газети до 100 тисяч примірників.
У 1930 році він купує Paris-Soir, після чого стрімко набирає темпу на шляху до тріумфу. Пруво змінює концепцію видання, додає великі фото-матеріали, газета друкується на якісному папері. Він наймає найкращих на той час журналістів: П'єра Лазареффа (фр. Pierre Lazareff), Поля Горду (фр. Paul Gordeaux) та Ерве Мілля (фр. Hervé Mille). Крім того, Пруво залучив до співробітництва відомих літературних діячів: Колетт (фр. Colette) писала про різноманітні факти, Жан Кокто (фр. Jean Cocteau) збирав новини з усього світу, Жорж Сіменон (фр. Georges Simenon) повідомляв про найгучніші кримінальні справи. Як військові кореспонденти працювали Блез Сандрар (фр. Blaise Cendrars), Джозеф Кессель (фр. Joseph Kessel), Антуан де Сент-Екзюпері (фр. Antoine de Saint-Exupéry) та Поль Горду (фр. Paul Gordeaux). Також Paris-Soir публікує матеріали Моріса Декобра (фр. Maurice Dekobra), П'єра Мак-Орлана (фр. Pierre Mac-Orlan) та П'єра Даніноса (фр. Pierre Daninos). У результаті у 1931 році тираж Paris-Soir подвоюється, у 1933 році досягає 1 мільйона, у 1934 році — 1,5 мільйона, і нарешті у 1939 році перевищує 2 мільйони, тим самим підкорює вершину, яку лише іноді досягала La Petite Parisienne під час першої світової війни.
Вже незабаром Жан Пруво мав цілу імперію, до якої також входив жіночий тижневик Marie Claire і спортивний журнал Match, який Пруво придбав у Леона Белбі у 1938 році. Створений у березні 1937 року, Marie Claire, «тижневик для жінок, якого ще не було» має тираж у розмірі 437 тисяч примірників. Новизна його була у тому, що маючи настільки ж розкішне оформлення як і наймодніший тоді жіночий журнал Vogue, він пропонував вирішення побутових проблем «для всіх гаманців», звертаючись до більш широких соціальних верств. Це дозволило збільшити тираж Marie Claire до 985 тисяч примірників. В 1939 році саме у цьому тижневику Пруво сміливо використовував досвід аналогічних американських видань. Так само як і в іншому своєму виданні — Match. Придбавши цей досить скромний спортивний тижневик, він шляхом поступового розширення тематики перетворив його в один з наймасовіших журналів Франції. У 1939 році тираж Match становив 1 мільйон 100 тисяч примірників.
Під час Другої світової війни, 6 червня 1940 року, Пруво став міністром інформації в уряді Рейно, а 19 червня 1940 року став Верховним комісаром з інформації в уряді Петена, але подав у відставку вже 10 липня 1940 року.
Під час окупації, Пруво публікував дві версії газети Paris-Soir: одну в Парижі, а іншу — в Ліоні (фр. Lyon).

### Післявоєнний період
Після закінчення війни, Жан Пруво почав відновлювати свою імперію. Потягом війни він втратив Paris-Soir, яка невдовзі під керівництвом П'єра Лазареффа (фр. Pierre Lazareff) перетворилася на France-Soir. Випуск журналу Match був припинений перед окупацією. Та вже 25 березня 1949 року журнал вийшов знову, але вже у вигляді тижневика новин під назвою Paris Match з Вінстоном Черчиллем на обкладинці. З тих пір його логотип і тематика залишилися практично незмінними. У тому ж році журналіст Роже Терон отримав місце головного редактора, хоча йому було всього 26 років. І наступні 50 років саме він створював імідж журналу. Чотирнадцять сторінок з 44 нового видання, в якому ілюстрації превалювали над текстом, були кольоровими. Але поширення йшло погано, довелося скоротити початковий наклад 300 тис. прим. до 220 тис. Перші 8 місяців принесли 200 млн франків збитку. Деякі читачі вважали, що це спортивний журнал, і співробітники пропонували Пруво провести широку рекламну кампанію. Але він цього робити не став, заявивши: "Ніколи не рекламує ще готовий продукт. Читача, який купить журнал через рекламу і розчарується, дуже важко буде повернути і коштувати це буде дуже дорого". Marie Claire продовжує виходити у 1953 році.
У 1950 році Пруво разом з Фердинандом Беган (фр. Ferdinand Béghin) купує половину акцій газети Le Figaro. У 1960 році Жан Пруво купує TV 60, та пізніше змінює її назву на Tele 7 Jours. Це телевізійна газета, яка згодом стала досить успішною (з тиражем у розмірі 3 мільйони примірників у 1978 році).
У 1966 році Пруво придбав пакет акцій в Радіо-Теле-Люксембург (фр. Radio-Télé-Luxembourg). У 1965 році він був призначений президентом цієї компанії (а саме, головою і головним виконавчим директором). 11 жовтня 1966 року він змінив назву компанії на RTL.
Починаючи з 1970 року імперія Пруво зазнала деяких труднощів. У липні 1975 року Le Figaro викупив Робер Ерсан (фр. Robert Hersant), а у 1976 році Tele 7 Jours був проданий групі Hachette. Paris Match був придбаний групою Filipacchi. Проте жіночі журнали залишалися у володінні Жана Пруво до останнього.

## Особисте життя
Жан Пруво був одружений з Жармен Лефевр (фр. Germaine Lefebvre), донькою Едмонда Анрі Лефевра (фр. Edmond Henri Lefebvre) (промисловця із Рубе) та Джулі Марі Грімонпрез (фр. Marie Grimonprez). У 1951 році Жан Пруво став мером Івой-ле-Маррон (фр. Yvoy-ле-Marron), невеликого містечка у Люар-ет-Шер (фр. Loir-et-Cher), де пізніше і помер.